# Vermitoma
Vermitoma is een geslacht van weekdieren uit de klasse van de Gastropoda (slakken).

## Soort
- Vermitoma luchuana Kuroda, 1928